# Sipbachzell
Sipbachzell är en ort och kommun i Österrike. Den ligger i distriktet Wels-Land i förbundslandet Oberösterreich,  170 kilometer väster om huvudstaden Wien. 
Kommunen består av åtta orter (Ortschaften) (inom parentes invånarantal 1 januari 2024):

- Giering (74)
- Leombach (630)
- Loibingdorf (84)
- Permannsberg (76)
- Rappersdorf (92)
- Schachermairdorf (123)
- Schnarrndorf (197)
- Sipbachzell (1 005)